# Agesilau I
Agesilau I (em grego: Αγησίλαος Α΄) foi rei da cidade-Estado grega de Esparta de 820 a.C. até 785 a.C. (957 a.C. a 913 a.C., segundo Jerônimo de Estridão) ano da sua morte, pertenceu à Dinastia Ágida.
Agesilau foi o filho e sucessor de Dorisso, e foi sucedido por seu filho Arquelau.
Segundo Pausânias, Agesilau foi logo morto, e foi durante seu reinado que Licurgo estabeleu as leis dos espartanos, segundo umas versões baseado em ensinamentos da Pítia, segundo outras baseando-se em leis cretenses; os cretenses diziam que estas leis eram originárias de Minos, que teve ajuda divina em sua elaboração.